# Football Club Utrecht 2017-2018
Questa voce raccoglie le informazioni riguardanti il Football Club Utrecht  nelle competizioni ufficiali della stagione 2017-2018.

## Stagione
Nella stagione 2017-2018 l'FC Utrecht ha disputato l'Eredivisie, massima serie del campionato olandese, terminando il torneo al quinto posto con 54 punti conquistati in 34 giornate, frutto di 14 vittorie, 12 pareggi e 8 sconfitte. Grazie a questa posizione, l'Utrecht ha avuto accesso ai play-off per decretare un'ammissione alla UEFA Europa League: dopo aver sconfitto in semifinale l'Heerenveen grazie alla regola dei gol fuori casa, in finale nel doppio confronto è stato superato dal Vitesse perdendo entrambe le gare e mancando la qualificazione alle competizioni europee. Nella KNVB beker l'FC Utrecht è sceso in campo dal primo turno, ma è stato eliminato al secondo turno dal VVV-Venlo. Dopo quattro stagioni l'FC Utrecht è tornato a partecipare alle coppe europee, partecipando ai turni preliminari della UEFA Europa League. Nel secondo turno ha eliminato i maltesi del Valletta, mentre nel terzo turno ha eliminato grazie alla regola dei gol in trasferta i polacchi del Lech Poznań, accedendo così agli spareggi per l'accesso alla fase a gironi: nonostante la vittoria casalinga per 1-0 contro i russi dello Zenit San Pietroburgo, gli olandesi sono stati eliminati dopo la sconfitta per 2-0 dopo i tempi supplementari nella sfida di ritorno a San Pietroburgo.

## Maglie
| Casa | Trasferta | Terza maglia |

## Rosa
| N. |                                 | Ruolo | Calciatore                |
| -- | ------------------------------- | ----- | ------------------------- |
| 1  | Danimarca (bandiera)            | P     | David Jensen              |
| 2  | Paesi Bassi (bandiera)          | D     | Mark van der Maarel       |
| 3  | Paesi Bassi (bandiera)          | D     | Ramon Leeuwin             |
| 5  | Bosnia ed Erzegovina (bandiera) | D     | Dario Đumić               |
| 6  | Germania (bandiera)             | C     | Rico Strieder             |
| 7  | Paesi Bassi (bandiera)          | A     | Gyrano Kerk               |
| 8  | Paesi Bassi (bandiera)          | C     | Yassin Ayoub              |
| 9  | Danimarca (bandiera)            | A     | Simon Makienok            |
| 10 | Marocco (bandiera)              | C     | Zakaria Labyad            |
| 11 | Belgio (bandiera)               | A     | Cyriel Dessers            |
| 13 | Polonia (bandiera)              | C     | Mateusz Klich             |
| 14 | Paesi Bassi (bandiera)          | C     | Willem Janssen (capitano) |
| 15 | Paesi Bassi (bandiera)          | D     | Robin van der Meer        |
| 16 | Paesi Bassi (bandiera)          | P     | Nick Marsman              |
| 17 | Paesi Bassi (bandiera)          | D     | Sean Klaiber              |

| N. |                        | Ruolo | Calciatore               |
| -- | ---------------------- | ----- | ------------------------ |
| 18 | Paesi Bassi (bandiera) | C     | Urby Emanuelson          |
| 19 | Paesi Bassi (bandiera) | A     | Bilal Ould-Chikh         |
| 20 | Paesi Bassi (bandiera) | D     | Giovanni Troupée         |
| 21 | Francia (bandiera)     | A     | Jean-Christophe Bahebeck |
| 22 | Paesi Bassi (bandiera) | C     | Sander van de Streek     |
| 23 | Marocco (bandiera)     | C     | Anouar Kali              |
| 24 | Paesi Bassi (bandiera) | C     | Patrick Joosten          |
| 25 | Paesi Bassi (bandiera) | C     | Odysseus Velanas         |
| 26 | Inghilterra (bandiera) | C     | Matthew Willock          |
| 27 | Germania (bandiera)    | A     | Lukas Görtler            |
| 30 | Paesi Bassi (bandiera) | C     | Chris David              |
| 31 | Paesi Bassi (bandiera) | P     | Thijmen Nijhuis          |
| 39 | Paesi Bassi (bandiera) | A     | Nick Venema              |
| 41 | Paesi Bassi (bandiera) | C     | Sylla Sow                |

## Risultati

### UEFA Europa League
| Paola 13 luglio 2017, ore 19:30 CEST Secondo turno preliminare - Andata | Valletta      | 0 – 0 referto | Utrecht | Hibernians Stadium (1 795 spett.)\| Arbitro: \| Ognjen Valjić \| |
| Arbitro:                                                                | Ognjen Valjić |               |         |                                                                  |

| Arbitro: | Ian McNabb |

|                                    |           |            |
| Klaiber 18’ Janssen 76’ Labyad 83’ | Marcatori | 88’ Malano |

| Utrecht 27 luglio 2017, ore 19:00 CEST Terzo turno preliminare - Andata | Utrecht            | 0 – 0 referto | Lech Poznań | Stadion Galgenwaard (13 817 spett.)\| Arbitro: \| Aleksandar Stavrev \| |
| Arbitro:                                                                | Aleksandar Stavrev |               |             |                                                                         |

| Arbitro: | Mads-Kristoffer Kristoffersen |

|                    |           |                    |
| Gytkjær 26’, 90+4’ | Marcatori | 1’ Kerk 89’ Labyad |

| Arbitro: | Slavko Vinčić |

|            |           |  |
| Labyad 77’ | Marcatori |  |

| Arbitro: | Carlos del Cerro Grande |

|                  |           |  |
| Kokorin 9’, 105’ | Marcatori |  |

## Statistiche

### Statistiche di squadra
| Competizione          | Punti | In casa | In casa | In casa | In casa | In casa | In casa | In trasferta | In trasferta | In trasferta | In trasferta | In trasferta | In trasferta | Totale | Totale | Totale | Totale | Totale | Totale | DR |
| Competizione          | Punti | G       | V       | N       | P       | Gf      | Gs      | G            | V            | N            | P            | Gf           | Gs           | G      | V      | N      | P      | Gf     | Gs     | DR |
| --------------------- | ----- | ------- | ------- | ------- | ------- | ------- | ------- | ------------ | ------------ | ------------ | ------------ | ------------ | ------------ | ------ | ------ | ------ | ------ | ------ | ------ | -- |
| Eredivisie            | 54    | 17      | 9       | 7       | 1       | 32      | 21      | 17           | 5            | 5            | 7            | 26           | 32           | 34     | 14     | 12     | 8      | 58     | 53     | +5 |
| Eredivisie - play-off | -     | 2       | 1       | 0       | 1       | 3       | 3       | 2            | 0            | 0            | 2            | 5            | 7            | 4      | 1      | 0      | 3      | 8      | 10     | -2 |
| Coppa dei Paesi Bassi | -     | 0       | 0       | 0       | 0       | 0       | 0       | 2            | 1            | 0            | 1            | 7            | 3            | 2      | 1      | 0      | 1      | 7      | 3      | +4 |
| UEFA Europa League    | -     | 3       | 2       | 1       | 0       | 4       | 1       | 3            | 0            | 2            | 1            | 2            | 4            | 6      | 2      | 3      | 1      | 6      | 5      | +1 |
| Totale                | -     | 22      | 12      | 8       | 2       | 39      | 25      | 24           | 6            | 7            | 11           | 40           | 46           | 46     | 18     | 15     | 13     | 79     | 71     | +8 |